# Cantonul Saint-Pierre-d'Irube
Cantonul Saint-Pierre-d'Irube este un canton din arondismentul Bayonne, departamentul Pyrénées-Atlantiques, regiunea Aquitania, Franța.

## Comune
- Lahonce
- Mouguerre
- Saint-Pierre-d'Irube (reședință)
- Urcuit
- Villefranque